# Hugo Recken
Hugo Recken (* 27. Mai 1891 in Oedt; † 2. August 1953 in Osterath) war Bürgermeister von Osterath von Anfang 1934 bis zu seiner Absetzung durch die Alliierten im April 1945. Ende Januar 1946 wurde er dann wieder Gemeindedirektor von Osterath.
Beide Male war sein Vorgänger Rudolf Bartels, der im Oktober 1933 durch das NS-Regime aus dem Amt gedrängt worden war.

## Leben
Gerhard Johann Hugo Recken wurde am 27. Mai 1891 in Oedt geboren. Er war der älteste von vier Söhnen des Gastwirtes Peter Joseph Recken und seiner Ehefrau Maria Sibilla.

### Ausbildung und Beruf
Er wuchs in einem streng katholischen Elternhaus auf. In Oedt besuchte er die Volksschule und danach von der Sexta bis zur Obersekunda das Königliche Gymnasium in Kempen.
Recken begann seine Berufsausbildung zum staatlichen Steuerbeamten am 1. April 1910 als Volontär bei der Gemeindeverwaltungen in Oedt, wechselte später aber zur Kommunalbeamtenlaufbahn.
Nach Arbeitsstellen in der Verwaltung in Vorst, Kempen wurde er Verwaltungssekretär auf dem Bürgermeisteramt der Gemeinde Kerpen (1914–1916) und dem Bürgermeisteramt der Gemeinde München-Gladbach-Land (1916–1919).
Von 1919 bis 1929 war Recken Verwaltungsbeamter in der Landgemeinde Breyell. Dort heiratete er am 8. August 1922 Anna Christina Buch, aus der Ehe gingen zwei Kinder hervor.

### Öffentliche Ämter bis 1933
1923 trat Hugo Recken der Zentrumspartei bei. Die Zentrumspartei war der parteipolitische Vertreter des Katholizismus, der insbesondere am Niederrhein sehr stark war. Er war Mitglied der Zentrumsfraktion in der Amtsvertretung Breyell und im Kreistag. Daneben arbeitete er im Verband der Kommunalbeamten und Angestellten (Komba) mit und auch in leitenden Funktionen in der Gemeinnützigen Bau- und Heimstätten-Genossenschaft e. G. m. b. H. Breyell.
Am 27. September 1929 wurde Hugo Recken kommissarischer Bürgermeister des Amtes Forst im Kreis Kempen-Krefeld.
Im März 1933 verließ Hugo Recken die Zentrumspartei und trat zum 1. Mai 1933 der NSDAP bei (Mitgliedsnummer 2.115.009). Nach 1945 schrieb er im Entnazifizierungsverfahren, er sei „zur Abwehr des Verlustes der Beamtenstelle im Spätherbst 1933“ der NSDAP beigetreten, das Datum wäre dann zurückdatiert worden.

### Bürgermeister von Osterath 1934 bis April 1945
Hugo Recken wurde am 22. Dezember 1933 zum Bürgermeister in Osterath, berufen, er trat dann am 24. Januar 1934 seinen Dienst als Bürgermeister an.
Sein Vorgänger, der noch zur Kaiserzeit 1918 gewählte Bürgermeister Rudolf Bartels, war nicht bereit gewesen, in die NSDAP einzutreten und deshalb von den neuen Machthabern aus dem Amt gedrängt worden.
Auf Initiative der Gemeindeverwaltung Osterath wurde der seit 1867 in Osterath genutzte jüdische Friedhof nach Krefeld „umgebettet“. Am 6. Dezember 1934 wurde auf einer Gemeinderatssitzung der entsprechende Beschluss gefasst. Im Meerbuscher Geschichtsheft wurde dieses als Beispiel benannt, „zeigt (das) Osterather Umbettungsprojekt doch, dass auch dort (im Rheinland) die Propaganda ihre Wirkung nicht verfehlt hatte ..“ Erst Monate nach dem Verwaltungsbeschluss und der erfolgten Umbettung bestätigte die örtliche NSDAP-Führung nachträglich diese Maßnahme des Bürgermeisters gegen den Jüdischen Friedhof.
Am 9. November 1938 ließ Recken viele der örtlichen jüdischen Mitbürger verhaften, so auch den kriegsversehrten und dekorierten Frontkämpfer des Ersten Weltkrieges, Julius Gutmann. Vom Gemeindegefängnis ließ Bürgermeister Recken sie ins Gefängnis Anrath transportieren.
Anschließend wurden das Haus von Julius Gutmann und seine Metzgerei, so wie auch die anderen „Judenhäuser“ von der SA schwer demoliert. Sabine Gutmann, eine der wenigen Überlebenden des Holocaust in Osterath, sagte später: „Es blieb keine Untertasse ganz. Alles, aber auch alles wurde kaputtgemacht. … Es waren SA-Leute …“
Nachdem im März 1945 die US-amerikanischen Truppen Osterath besetzt hatten, wurde Hugo Recken nach über elf Jahren als Bürgermeister abgesetzt. Als Nachfolger wurde sein Vorgänger Rudolf Bartels eingesetzt.

### Gemeindedirektor von Osterath 1946 bis 1953
Schon kurz nach seiner Absetzung bemühte sich Hugo Recken um die Wiedereinsetzung in sein Amt. Er konnte sich dabei unter anderem auf die Unterstützung des katholischen Pfarrers Hövelmann und des NS-Ortsbauernführers Olfs stützen.
Im Abschlussbericht der Stadt Meerbusch zur Person Hugo Recken vom 6. Dezember 2012 heißt es „(Am) 18. Juli 1945 schrieb Rudolf Lensing (der spätere langjährige Bürgermeister von Osterath), der betonte kein Parteigenosse gewesen zu sein, an den Landrat in englischer Sprache wegen Ausbleibens der Pension für Recken und über Reckens Verhalten während seiner Amtszeit.“
Sabine Gutmann schrieb am 17. Dezember 1945, nachdem sie mit ihrem Mann Julius als einzige Überlebende der aus Osterath deportierten Menschen aus dem KZ Theresienstadt nach Osterath zurückgekehrt war: „Recken ist von jeher eifrig bemüht gewesen, in seiner Eigenschaft als Bürgermeister den Nationalsozialisten herauszukehren. Besonders in der Judenfrage war er unerbittlich … Von vier jüdischen Häusern ließ Recken zwei verkaufen, damit nicht soviel jüdische Häuser am Platze seien, wie Recken selber sagte.“
Ende Januar 1946 wurde Hugo Recken zum Gemeindedirektor berufen. Im Entnazifizierungsverfahren 1948/49 wurde er in zweiter Instanz als unbelastet eingestuft.

## Ehrung
Am 6. Dezember 1954 ehrte der Osterather Gemeinderat den 1953 verstorbenen Bürgermeister und Gemeindedirektor, in dem er der Straße zwischen Willicher Straße und Bommershöferweg den Namen Hugo-Recken-Straße gab.
Die Verlegung von Stolpersteinen in Osterath im Dezember 2011 löste in Meerbusch eine Diskussion über die Verantwortung des Bürgermeisters Hugo Recken an der Verfolgung und Vernichtung der jüdischen Mitbürger aus Osterath aus. Einer der Streitpunkte war die Einordnung des abschließenden Satzes in einem Brief des Bürgermeisters zur Behandlung des Ehepaares Sabine und Julius Gutmann an die Gestapodienstelle in Krefeld vom 4. Juni 1942: „Es wird um Abschiebung des Juden (sic) gebeten.“, kurz danach wurde auch das Ehepaar Gutmann ins KZ Theresienstadt verschleppt. Dazu ließ sich der Bürgermeister das Sparbuch „des Juden“ persönlich aushändigen.